# Carl Beck (Apotheker)
Carl Beck (* 12. März 1852 in Nürtingen; † 15. August 1939 in Stuttgart) war ein deutscher Apotheker, Chemiker und Fossiliensammler.

## Leben
Carl Beck war der Sohn des Nürtinger Apothekers Karl Friedrich Beck und dessen Ehefrau, einer Tochter des Nürtinger Baumwollfabrikanten J. F. Otto. Nach dem frühen Tod seines Vaters heiratete seine Mutter in zweiter Ehe den Apotheker Friedrich Mörike.
Carl Beck absolvierte ab seinem 14. Lebensjahr eine Apothekerlehre in Eßlingen, studierte nach einigen Jahren als Apothekergehilfe im In- und Ausland ab 1874 an der Eberhard Karls Universität in Tübingen, legte die pharmazeutische Staatsprüfung ab, wurde 1877 zum Dr. rer. nat. promoviert und führte anschließend die väterliche Apotheke in Nürtingen.
Nach seiner Hochzeit im Jahr 1884 mit seiner Ehefrau Julia (1860–1892), geborene Schäffle, der Tochter des Volkswirtschaftlers Albert Schäffle, zog die Familie 1887 auf Wunsch des Schwiegervaters zu diesem nach Stuttgart, wo Carl Beck in der Folgezeit beruflich als Chemiker wirkte. Im Laboratorium von Karl Friedrich Marx (1832–1890) forschte er mit Eugen Fischer zum Aufbau des Indigo und gründete darüber hinaus im Jahr 1889 gemeinsam mit Karl Friedrich Marx und Eugen Fischer den Württembergischen Bezirksverein des Vereins Deutscher Chemiker. Spätere in den Jahren danach von Carl Beck bei Carl Magnus von Hell und Karl Haeussermann (1853–1918) erzielte Forschungserfolge wurden zum Teil durch Deutsche Reichspatente geschützt.
Nachdem Carl Beck schon während seines Studiums in Tübingen regelmäßig die Vorlesungen von Friedrich August Quenstedt gehört hatte, setzte er in Stuttgart das Studium der Geologie und Paläontologie bei Heinrich Adolf von Eck an der Technischen Hochschule fort. Er sammelte Fossilien und legte dabei im Lauf der Jahre eine umfangreiche Sammlung an. Durch Erwerb der Fossiliensammlung des verstorbenen Notars Maximilian Elwert (1819–1889) in Balingen, die zahlreiche von Quenstedt bearbeitete Originale enthielt, legte er dabei den Grundstock für eine qualitativ sehr hochwertige Sammlung, aus der weitere Exponate später auch von Wilhelm von Branca, Josef Felix Pompeckj, Emil Philippi und Martin Schmidt bearbeitet wurden. Diese wissenschaftlichen Belege hat Carl Beck noch zu seinen Lebzeiten der Württembergischen Naturaliensammlung als Geschenk übereignet. Die Fossiliensammlung aus dem Nachlass des Dichters Eduard Mörike, die er von dessen Nichte erhalten hatte, stiftete er dem Schillermuseum in Marbach.
Carl Beck wurde bereits 1879 Mitglied im Verein für vaterländische Naturkunde in Württemberg, in dem er sich später im Vorstand 20 Jahre lang als Schatzmeister einbrachte. Im Jahr 1890 wurde er Mitglied im Oberrheinischen Geologischen Verein (OGV), in dem er im Vorstand 17 Jahre als Schatzmeister wirkte. Er war mit Oskar und Eberhard Fraas befreundet, wobei er Eberhard Fraas auf einer seiner Reisen nach Ägypten begleitete. Auf Anregung von Oskar Fraas gelang es ihm, den sogenannten Steigenclub, eine Vereinigung schwäbischer Geologen, wieder aufleben zu lassen.
Carl Beck war nach dem kurz nach der Geburt des zweiten Kindes erfolgten frühen Tod seiner ersten Frau etwa ab 1898 in zweiter Ehe mit der aus Basel stammenden Marie Ronus von Speyr verheiratet.

## Ehrungen und Auszeichnungen
Zu Ehren von Carl Beck wurden die Muschel Leda becki Philippi 1898 und der Kopffüßer Psiloceras becki Schmidt 1925 benannt.
- 1921: Ehrenmitglied im Oberrheinischen Geologischen Verein (OGV)
- 1922: Ehrenmitglied des Vereins für vaterländische Naturkunde in Württemberg[2]
- 1929: Ehrenmitglied des Vereins Deutscher Chemiker